# ソ連運輸省VL22形電気機関車
VL22形（ロシア語: ВЛ22）とは、ソビエト連邦の直流電気機関車である。

## ВЛ22

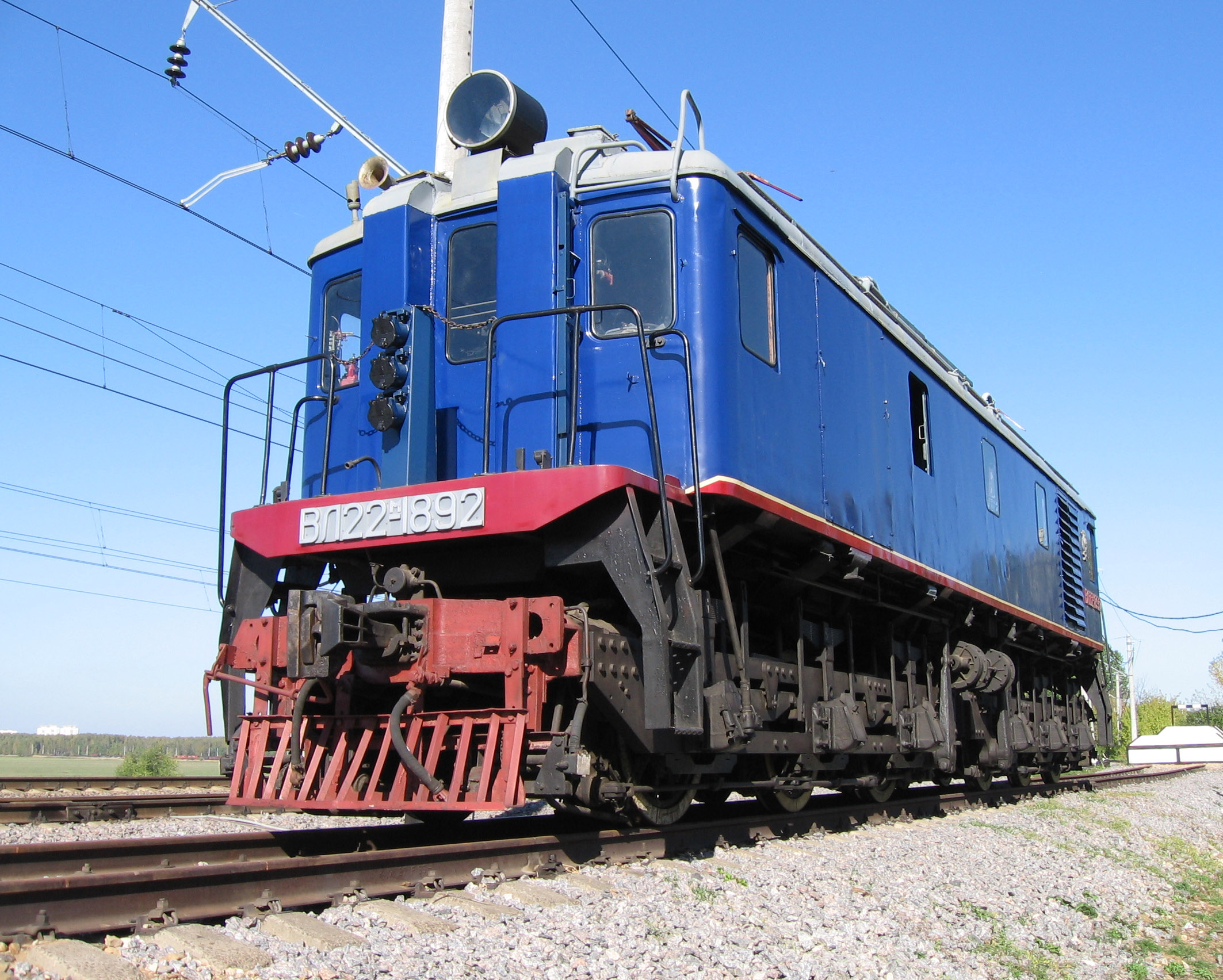

ВЛ22の最初の機関車は戦前に製造された。軸配置はCo-Coである。
1930年代、旧型ВЛ19形の台車枠や車軸の機械的強度の不足に伴う製作停止が討論されるなか、カフカース横断鉄道の峠越えに作られたСс (Ss) 形電気機関車を基礎に、回生ブレーキを持つ新しい電気機関車の増備が要求されていた。1938年に「発電機工場」とコロムナ機関車工場はСс形を近代化させた新型電気機関車の設計、製作を開始した。人民鉄道評議会 (1946年以前に存在した組織) により形式称号はВЛ22とされた。ВЛはウラジーミル・レーニンの頭文字に、22は22tの軸重に由来する。番号はВЛ19の続番の146以降が与えられた。1941年までに37両のВЛ22が製造された。機器配置は扱いやすくなり、戦前で最良の国産貨物機関車となった。カフカース横断鉄道とペルミ鉄道に投入され、1980年までに大半が除籍された。

## ВЛ22М
1940年に発電機工場では一時間定格出力を400kWに増強させた主電動機を開発、ВЛ22形の178号機に試験的に取り付けた。この電動機はВЛ22形機関車の機械部分の変更無しに交換が可能であった。1940年から1945年までの試験結果は良好で、1946年には戦後初の電気機関車ВЛ22-184号が新しい電動機を搭載して作られた。これは発電機工場製最後の幹線用電気機関車となった。
以後の生産を引き継いだノヴォチェルカッスク電気機関車工場は、1947年3月7日には幹線用新型電気機関車であるВЛ22М (BL22M) 形185号機を登場させた。この機関車は回生ブレーキがあるものと無いものが製作され、1958年までに1541両が生産された。1959年初の時点で、ВЛ22Мは当時ソビエト連邦に存在した44の鉄道路線のうち17路線で活躍していた。南鉄道と十月鉄道では主に旅客列車向けにギア比を変えたものが運用された。1970年代末期からВЛ22Мの廃車が始まり、1980年代に廃車が最も促進された。幹線であるモスクワとサンクトペテルブルクの間の十月鉄道では、1990年代中期には、ВЛ22МはВЛ10に置き換わる前はもっぱら貨物輸送用に使われていた。スベルドロフスクの操車場のВЛ22Мは、1987年ごろにはその経年からだけではなく、軸受けの油量を常に監視しなければならない古風なシステムを持つがゆえに「羊」と揶揄されていた。

## ВЛ22И試作機関車
カフカース横断鉄道の電化区間向けに、架線電圧を3000Vから6000Vに昇圧した試作機ВЛ22И (VL22I) 形が、1973年から1975年にかけてВЛ22М形からトビリシ機関車工場で5両改造されたが、絶縁などの問題の解決をみることはなく、6000V電化は不適当とみなされ、ВЛ22Иは1980年に除籍された。

## 参考
- 国内の鉄道の機関車　1845 - 1955／交通社、モスクワ、1995年改訂2版、414 - 420頁、（ロシア語） ISBN 5-277-00821-7
- 国内の鉄道の機関車　1956 - 1975／交通社、モスクワ、1999年、16 - 20頁、45 - 47頁、（ロシア語） ISBN 5-277-02012-8